# Indische Cricket-Nationalmannschaft in England in der Saison 2022
Die Tour der indischen Cricket-Nationalmannschaft nach England in der Saison 2022 fand vom 1. Juli bis zum 17. Juli 2022 statt. Die internationale Cricket-Tour war Bestandteil der Internationalen Cricket-Saison 2022 und umfasste einen Test, drei ODIs und drei Twenty20s. Der Test sollte ursprünglich als fünfter Test der vorjährigen Tour ausgetragen werden und wurde auch als solcher gewertet. Er war Bestandteil der ICC World Test Championship 2021–2023. England konnte den Test gewinnen und damit die letztjährige Serie zum 2–2 ausgleichen, Indien gewann die ODI-  und Twenty20-Serie jeweils 2–1.

## Vorgeschichte
England bestritt zuvor eine Tour gegen Neuseeland, Indien in Irland. Das letzte Aufeinandertreffen der beiden Mannschaften bei einer Tour fand in der Saison 2021 in England statt. Dabei musste der letzte und entscheidende Test auf Grund von SARS-CoV-2-Infektionen im indischen Team abgesagt werden. Daraufhin kam es zu Verhandlungen wie mit dem abgesagten Spiel verfahren werden solle. Man einigte sich darauf, diesen bei dieser Limited-Overs-Tour auszutragen und ihn als fünfter Test der vorhergehenden Tour zu werten.

## Stadien
Die folgenden Stadien wurden für die Tour als Austragungsort ausgewählt.
| Stadion                     | Stadt       | Kapazität | Spiele          |
| --------------------------- | ----------- | --------- | --------------- |
| Edgbaston Cricket Ground    | Birmingham  | 24.803    | 1. Test; 2. T20 |
| The Oval                    | London      | 23.500    | 1. ODI          |
| Lord’s Cricket Ground       | London      | 30.000    | 2. ODI          |
| Old Trafford Cricket Ground | Manchester  | 19.000    | 3. ODI          |
| Trent Bridge                | Nottingham  | 15.350    | 3. T20          |
| Rose Bowl                   | Southampton | 6.500     | 1. T20          |

## Kaderlisten
Indien benannte seinen Test-Kader am 22. Mai und seine Limited-Overs-Kader am 30. Juni 2022.
England benannte seinen Test-Kader am 30. Juni 2022.
Nach dem Rücktritt von Eoin Morgan als Limited-Overs-Kapitän der englischen Mannschaft war dieses die erste Tour des neuen Kapitäns Jos Buttler.
| Test | Test | ODI | ODI | Twenty20 | Twenty20 |
| England | Indien | England | Indien | England | Indien |
| --- | --- | --- | --- | --- | --- |
| - Ben Stokes (K) - James Anderson - Jonny Bairstow (wk) - Sam Billings (wk) - Stuart Broad - Harry Brook - Zak Crawley - Ben Foakes (wk) - Jack Leach - Alex Lees - Craig Overton - Jamie Overton - Ollie Pope - Matty Potts - Joe Root | - Jasprit Bumrah (K) - Rishabh Pant (VK, wk) - Mayank Agarwal - Ravichandran Ashwin - Srikar Bharat (wk) - Shubman Gill - Shreyas Iyer - Ravindra Jadeja - Virat Kohli - Prasigh Krishna - Cheteshwar Pujara - Mohammed Shami - Mohammed Siraj - Shardul Thakur - Hanuma Vihari - Umesh Yadav | - Jos Buttler (K) - Moeen Ali - Jonny Bairstow - Harry Brook - Brydon Carse - Sam Curran - Richard Gleeson - Liam Livingstone - Craig Overton - Matt Parkinson - Joe Root - Jason Roy - Phil Salt - Ben Stokes - Reece Topley - David Willey | - Rohit Sharma (K) - Jasprit Bumrah - Yuzvendra Chahal - Shikhar Dhawan - Shreyas Iyer - Ravindra Jadeja - Ishan Kishan - Virat Kohli - Prasidh Krishna - Hardik Pandya - Rishabh Pant (wk) - Axar Patel - Mohammed Shami - Arshdeep Singh - Mohammed Siraj - Shardul Thakur - Suryakumar Yadav | - Jos Buttler (K) - Moeen Ali - Harry Brook - Sam Curran - Richard Gleeson - Chris Jordan - Liam Livingstone - Dawid Malan - Tymal Mills - Matt Parkinson - Jason Roy - Phil Salt - Reece Topley - David Willey | - Rohit Sharma (K) - Ravi Bishnoi - Jasprit Bumrah - Yuzvendra Chahal - Ruturaj Gaikwad - Deepak Hooda - Shreyas Iyer - Venkatesh Iyer - Ravindra Jadeja - Dinesh Karthik (wk) - Avesh Khan - Ishan Kishan - Virat Kohli - Bhuvneshwar Kumar - Umran Malik - Hardik Pandya - Rishabh Pant (wk) - Axar Patel - Harshal Patel - Sanju Samson - Arshdeep Singh - Rahul Tripathi - Suryakumar Yadav |

## Tour Matches
| 24. – 27. Juni Scorecard | Leicestershire | Indien 246-8d (60.2) & 364-9d (92) | – | Leicestershire 244 (57) & 219-4 (66) |
|                          |                | Remis                              |   |                                      |

| 1. Juli Scorecard | Derby | Derbyshire 150-8 (20)        | – | Indien 151-3 (16.4) |
|                   |       | Indien gewinnt mit 7 Wickets |   |                     |

| 3. Juli Scorecard | Northampton | Indien 149-8 (20)          | – | Northamptonshire 139 (19.3) |
|                   |             | Indien gewinnt mit 10 Runs |   |                             |

## Tests
Indien hatte im vorhergehenden Sommer einen 2–1 Vorsprung in der Test-Serie.

### Fünfter Test in Birmingham
| 1. – 5. Juli Scorecard | Birmingham | Indien 416 (84.5) & 245 (81.5) | – | England 284 (61.3) & 378-3 (76.4) |
|                        |            | England gewinnt mit 7 Wickets  |   |                                   |

England gewann den Münzwurf und entschied sich als Feldmannschaft zu beginnen. Für Indien schieden die Eröffnungs-Batter Shubman Gill nach 17 und Cheteshwar Pujara nach 13 Runs aus. Nachdem Hanuma Vihari nach 20 Runs und Shreyas Iyer nach 15 ihre Wickets verloren stand Indien bei 98/5, bevor Rishabh Pant und Ravindra Jadeja eine Partnerschaft aufbauten. Nach gemeinsamen 222 Runs schied Pant nach einem Century über 146 Runs aus 111 Bällen aus. Kurz darauf endete der Tag beim Stand von 338/7. Am zweiten Tag erreichte Mohammed Shami 16 Runs, bevor auch Jadeja sein Wicket nach einem Century über 104 Runs aus 194 Bällen verlor. Dem hineinkommenden Kapitän Jasprit Bumrah gelang es im 84. Over, dass Stuart Broad 35 Runs zuließ und so einen Rekord im Test-Cricket aufzustellen. Bumrah beendete das Innings nach 31* Runs. Bester englischer Bowler war James Anderson mit 5 Wickets für 60 Runs. England verlor früh drei Wickets, bevor Joe Root und Jonny Bairstow eine erste Partnerschaft bildeten. Root verlor nach 31 Runs sein Wicket und der Tag endete beim Stand von 84/5. Am dritten tag konnte der hineinkommende Ben Stokes 25 Runs erreichen, bevor Bairstow zusammen mit Sam Billings eine Partnerschaft über 92 Runs erzielte und dann nach einem Century über 106 Runs aus 140 Bällen ausschied. Billings fand mit Matthew Potts einen weiteren Partner, bevor er nach 36 Runs ausschied und Potts das letzte Wicket nach 19 Runs verlor. Beste indische Bowler waren Mohammed Siraj mit 4 Wickets für 66 Runs und Jasprit Bumrah mit 3 Wickets für 68 Runs. Von den indischen Eröffnungs-Battern konnte sich Cheteshwar Pujara etablieren und an seiner Seite Virat Kohli 20 Runs erreichen, bevor Rishabh Pant hinein kam und der Tag beim Stand von 125/3 endete. Am vierten Tag schied Pajura nach einem Fifty über 66 Runs aus und nachdem Shreyas Iyer 19 Runs erreichte verlor auch Pant nach einem Half-Century über 57 Runs sein Wicket verlor. Von den verbliebenen Batter konnte Ravindra Jadeja 23 Runs und Mohammed Shami 13 Runs erzielen und stellten so eine Vorgabe von 378 Runs für England auf. Bester Bowler für England war Ben Stokes mit 4 Wickets für 33 Runs. Für England konnten die Eröffnungs-Batter Alex Lees und Zak Crawley eine Partnerschaft über 107 Runs erreichen. Crawley verlor nach 46 Runs sein Wicket und Lees kurz darauf nach einem Fifty über 56 Runs. Daraufhin etablierten sich Joe Root und Jonny Bairstow und beendeten den Tag beim Stand von 259/3. Am fünften Tag konnte dann die Vorgabe in der ersten Session des Tages eingeholt werden. In der Partnerschaft über 269* Runs erreichte Root 142* Runs aus 173 Bällen und Bairstow 114* Runs aus 145 Bällen. Bester Bowler für Indien war Jasprit Bumrah mit 2 Wickets für 74 Runs. Als Spieler des Spiels wurde Jonny Bairstow ausgezeichnet.

## Twenty20 Internationals

### Erstes Twenty20 in Southampton
| 7. Juli Scorecard | Southampton | Indien 198-8 (20)          | – | England 148 (19.3) |
|                   |             | Indien gewinnt mit 50 Runs |   |                    |

Indien gewann den Münzwurf und entschied sich als Schlagmannschaft zu beginnen. Eröffnungs-Batter Rohit Sharma konnte zunächst 24 Runs erzielen. Daraufhin bildete sich eine Partnerschaft zwischen Deepak Hooda und Suryakumar Yadav Hooda verlor nach 33 Runs sein Wicket und wurde durch Hardik Pandya ersetzt. Yadav schied nach 39 Runs aus und Axar Patel erreichte 17 Runs. Pandya konnte ein Half-Century über 51 Runs erreichen bis auch er ausschied und Indien erzielte damit eine Vorgabe für England von 199 Runs. Beste englische Bowler waren Chris Jordan mit 2 Wickets für 23 Runs und Moeen Ali mit 2 Wickets für 26 Runs. Die englischen Eröffnungs-Batter konnten sich nicht etablieren und so war der dritte Schlagmann Dawid Malan der erste mit 21 Runs der eine höhere Run-Zahl erreichte. Daraufhin konnten Harry Brook und Moeen Ali eine Partnerschaft über 61 Runs erzielen, bevor Brrok nach 28 Runs und Ali nach 36 Runs ihre Wickets verloren. Bis zum Ende des innings konnte dann Chris Jordan 26* Runs erreichen, was jedoch nicht ausreichte um die Vorgabe einzuholen. Bester indischer Bowler war Hardik Pandya mit 4 Wickets für 33 Runs, der auch als Spieler des Spiels ausgezeichnet wurde.

### Zweites Twenty20 in Birmingham
| 9. Juli Scorecard | Birmingham | Indien 170-8 (20)          | – | England 121 (17) |
|                   |            | Indien gewinnt mit 49 Runs |   |                  |

England gewann den Münzwurf und entschied sich als Feldmannschaft zu beginnen. Die indischen Eröffnungs-Batter Rohit Sharma und Rishabh Pant gelang es eine erste Partnerschaft aufzubauen. Sharma verlor nach 31 Runs sein Wicket, Pant nach 26. Der hineinkommende Suryakumar Yadav erreichte 15 Runs, bevor sich Ravindra Jadeja etablieren konnte. An dessen Seite erreichte Harshal Patel 13 Runs, bevor Jadeja mit 46 Runs das Innings beendete. Beste englische Bowler waren Chris Jordan mit 4 Wickets für 27 Runs und Richard Gleeson mit 3 Wickets für 15 Runs. England verlor früh seine Eröffnungs-Batter, bevor sich Dawid Malan etablierte. An seiner Seite erreichte Liam Livingstone 15 Runs. Nachdem Moeen Ali hineinkam schied Malan nach 19 Runs aus, bevor dieser nach 35 Runs ausschied. David Willey konnte noch 22* Runs erzielen, was jedoch nicht mehr ausreichte um die Vorgabe einzuholen. Bester Bowler für Indien war Bhuvneshwar Kumar mit 3 Wickets für 15 Runs der als Spieler des Spiels ausgezeichnet wurde.

### Drittes Twenty20 in Nottingham
| 10. Juli Scorecard | Nottingham | England 215-7 (20)          | – | Indien 198-9 (20) |
|                    |            | England gewinnt mit 17 Runs |   |                   |

England gewann den Münzwurf und entschied sich als Schlagmannschaft zu beginnen. Die englischen Eröffnungs-Batter Jos Buttler und Jason Roy bildeten eine erste Partnerschaft. Nachdem Buttler nach 18 Runs ausschied folgte ihm Dawid Malan. Roy verlor nach 27 Runs sein Wicket und an der Seite von Malan konnte sich Liam Livingstone etablieren. Zusammen erzielten sie eine Partnerschaft über 84 Runs, bevor Malan nach einem Half-Century über 77 Runs ausschied. An der Seite von Livingstone konnte Harry Brook noch 19 Runs erzielen, bevor er das innings mit ungeschlagenen 42* Runs und einer Vorgabe von 216 Runs für Indien beendete. Beste indische Bowler waren Ravi Bishnoi mit 2 Wickets für 30 Runs und Harshal Patel mit 2 Wickets für 35 Runs. Für Indien war der vierte Schlagmann Suryakumar Yadav der erste Spieler der sich etablieren konnte. An seiner Seite erreichte Shreyas Iyer 28 Runs, bevor Yadav nach einem Century über 117 Runs aus 55 Bällen sein Wicket verlor. Jedoch reichte dieses nicht die Vorgabe einzuholen. Bester englischer Bowler war Reece Topley mit 3 Wickets für 22 Runs, der dafür als Spieler des Spiels ausgezeichnet wurde.

## One-Day Internationals

### Erstes ODI in London
| 12. Juli Scorecard | London (The Oval) | England 110 (25.2)            | – | Indien 114-0 (18.4) |
|                    |                   | Indien gewinnt mit 10 Wickets |   |                     |

Indien gewann den Münzwurf und entschied sich als Feldmannschaft zu beginnen. England verlor früh fünf Wickets. Erst Kapitän Jos Buttler konnte sich zusammen mit Moeen Ali etablieren. Ali verlor nach 14 Runs sein Wicket und Buttler nach 30. Ihnen folgte David Willey an dessen Seite Brydon Carse 15 Runs erzielte, bevor Willey nach 21 Runs das letzte Wicket im 26. Over verlor. Beste Bowler für Indien waren Jasprit Bumrah mit 6 Wickets für 19 Runs und Mohammed Shami mit 3 Wickets für 31 Runs. In ihrer Antwort konnten die indischen Eröffnungs-Batter Rohit Sharma und Shikhar Dhawan die Vorgabe ohne Wicket-Verlust im 19.Over einholen. Sharma erreichte dabei ein Half-Century über 76 Runs und Dhawan 31 Runs. Als Spieler des Spiels wurde Jasprit Bumrah ausgezeichnet.

### Zweites ODI in London
| 14. Juli Scorecard | London (Lord’s) | England 246 (49)             | – | Indien 146 (38.5) |
|                    |                 | England gewinnt mit 100 Runs |   |                   |

Indien gewann den Münzwurf und entschied sich als Feldmannschaft zu beginnen. Die englischen Eröffnungs-Batter konnten Jason Roy und Jonny Bairstow eine erste Partnerschaft aufbauen. Roy schied nach 23 Runs aus und Bairstow nach 38 Runs. Nächster Spieler der sich etablierte war Ben Stokes, der zusammen mit Liam Livingstone eine Partnerschaft bildete. Stokes verlor nach 21 Runs aus und wurde durch Moeen Ali ersetzt, bevor Livingstone nach 33 Runs ausschied und durch David Willey gefolgt wurde. Ali und Willey gelang dann eine Partnerschaft über 62 Runs, bevor Ali nach 47 Runs ausschied und Willey nach 41 Runs. Dies erhöhte die Vorgabe für Indien auf 247 Runs. Bester indischer Bowler war Yuzvendra Chahal mit 4 Wickets für 47 Runs. Indien verlor früh seine Eröffnungs-Batter, bevor Virat Kohli 16 Runs erzielte. Daraufhin bildete sich eine Partnerschaft zwischen Suryakumar Yadav und Hardik Pandya. Yadav verlor nach 27 Runs sein Wicket und wurde durch Ravindra Jadeja ersetzt. Pandya schied nach 29 Runs aus und an der Seite von Jadeja erreichte Mohammed Shami dann 23 Runs. Jadeja verlor kurz darauf nach 29 Runs sein Wicket und kurz darauf endete das indische Innings. Bester englischer Bowler war Reece Topley mit 6 Wickets für 24 Runs. Als Spieler des Spiels wurde Reece Topley ausgezeichnet.

### Drittes ODI in Manchester
| 17. Juli Scorecard | Manchester | England | – | Indien |
|                    |            |         |   |        |

Indien gewann den Münzwurf und entschied sich als Feldmannschaft zu beginnen. Eröffnungs-Batter Jason Roy konnte zusammen mit Ben Stokes eine erste Partnerschaft bilden. Roy schied nach 41 Runs aus und ihm folge Jos Buttler. Stokes schied kurz darauf nach 27 Runs aus und wurde durch Moeen Ali ersetzt, der 34 Runs erzielte. Nachdem Liam Livingstone nach 27 Runs sein Wicket verlor schied nach Buttler nach einem Half-Century über 60 Runs aus. Von den verbliebenen Battern konnte Craig Overton 32 und David Willey 18 Runs erreichen, bevor im 46. Over das letzte Wicket fiel. Beste indische Bowler waren Hardik Pandya mit 4 Wickets für 24 Runs und Yuzvendra Chahal mit 3 Wickets für 60 Runs. Für Indien erzielte Kapitän Rohit Sharma zunächst 17 Runs, bevor auch Virat Kohli nach dieser Run-Zahl ausschied. Daraufhin etablierte sich Rishabh Pant, an dessen Seite Suryakumar Yadav 16 Runs erzielte, bevor ihm mit Hardik Pandya eine Partnerschaft über 133 Runs gelang. Pandya schied nach einem Fifty über 71 Runs aus, Pant konnte dann jedoch die Vorgabe selbst mit einem Century über 125* Runs aus 113 Bällen einholen. Bester englischer Bowler war Reece Topley mit 3 Wickets für 35 Runs. Als Spieler des Spiels wurde Rishabh Pant ausgezeichnet.

## Auszeichnungen

### Player of the Series
Als Player of the Series wurden der folgende Spieler ausgezeichnet.
| Serie   | Player of the Series      |
| ------- | ------------------------- |
| Test*   | Joe Root & Jasprit Bumrah |
| ODI     | Hardik Pandya             |
| Tweny20 | Bhuvneshwar Kumar         |

### Player of the Match
Als Player of the Match wurden die folgenden Spieler ausgezeichnet.
| Spiel       | Player of the Match |
| ----------- | ------------------- |
| 5. Test     | Jonny Bairstow      |
| 1. ODI      | Jasprit Bumrah      |
| 2. ODI      | Reece Topley        |
| 3. ODI      | Rishabh Pant        |
| 1. Twenty20 | Hardik Pandya       |
| 2. Twenty20 | Bhuvneshwar Kumar   |
| 3. Twenty20 | Reece Topley        |